# Mohamed Jásir
Mohamed Jásir Núr (* 5. května 2001 Mansúra) je egyptský profesionální fotbalista, který hraje na pozici útočníka za český klub FK Teplice.

## Klubová kariéra
Jásir začal svou profesionální kariéru v egyptském klubu Al-Ahly. Po navázání spolupráce přišel v roce 2022 na hostování do českého prvoligového klubu FK Teplice. Jeho hostování bylo postupně prodlouženo do roku 2023 a poté do roku 2024. Začínal v B týmu, za A tým Teplic debutoval při domácí výhře 1:0 proti FC Hradec Králové 2. dubna 2024, kdy dostal červenou kartou. Dne 25. dubna 2024 se v závěru utkání s FK Mladá Boleslav postavil po vyloučení brankáře Tomáše Grigara v 90. minutě do branky.